# Bystrojowice
Bystrojowice – wieś w Polsce położona w województwie świętokrzyskim, w powiecie sandomierskim, w gminie Samborzec.
W latach 1975–1998 miejscowość administracyjnie należała do województwa tarnobrzeskiego.

## Dawne części wsi – obiekty fizjograficzne
W latach 70. XX wieku przyporządkowano i opracowano spis lokalnych części integralnych dla Bystrojowic zawarty w tabeli 1.

| Nazwa wsi – miasta   | Nazwy części wsi – miasta | Nazwy obiektów fizjograficznych – charakter obiektu                                     |
| -------------------- | ------------------------- | --------------------------------------------------------------------------------------- |
| I. Gromada CHOBRZANY |                           |                                                                                         |
| 1. Bystrojowice      | 1. Zagórze                | 1. Kluki – łąka, dolina 2. Mała Łąka – pole, łąka 3. Przysięga – pole 4. Zagórze – pole |

W roku 2013 w nomenklaturze nazw części miejscowości w powiecie sandomierskim Zagórze nie występuje.

## Historia
Pierwsza wzmianka o miejscowości powstała w XIII wieku.  Wieś należała do uposażenia Opactwa Cystersów w Koprzywnicy.  Jako "Bystricha" wymienił ją legat papieski, biskup firmański Filip w łacińskim dokumencie z lipca 1279 r. wystawionym w Budzie na Węgrzech potwierdzając opatowi klasztoru Cystersów w Koprzywnicy prawo do pobierania dziesięciny z szeregu polskich wsi w tym między innymi z Bystrojowic. W XIV wieku u Długosza jako „Bystrzeyowicze”, wieś w powiecie sandomierskim.

W połowie XV wieku należą do parafii Chobrzany i tam łany kmiece i karczma daję dziesięcinę. Folwark Bystrojowice daje dziesięcinę kościołowi we Wrzawach. (Długosz L. B., II, 350).
W XIX wieku należały do ziemiańskiej rodziny Pstruszeńskich (Wiktora)